# Chochlakies-Schlucht

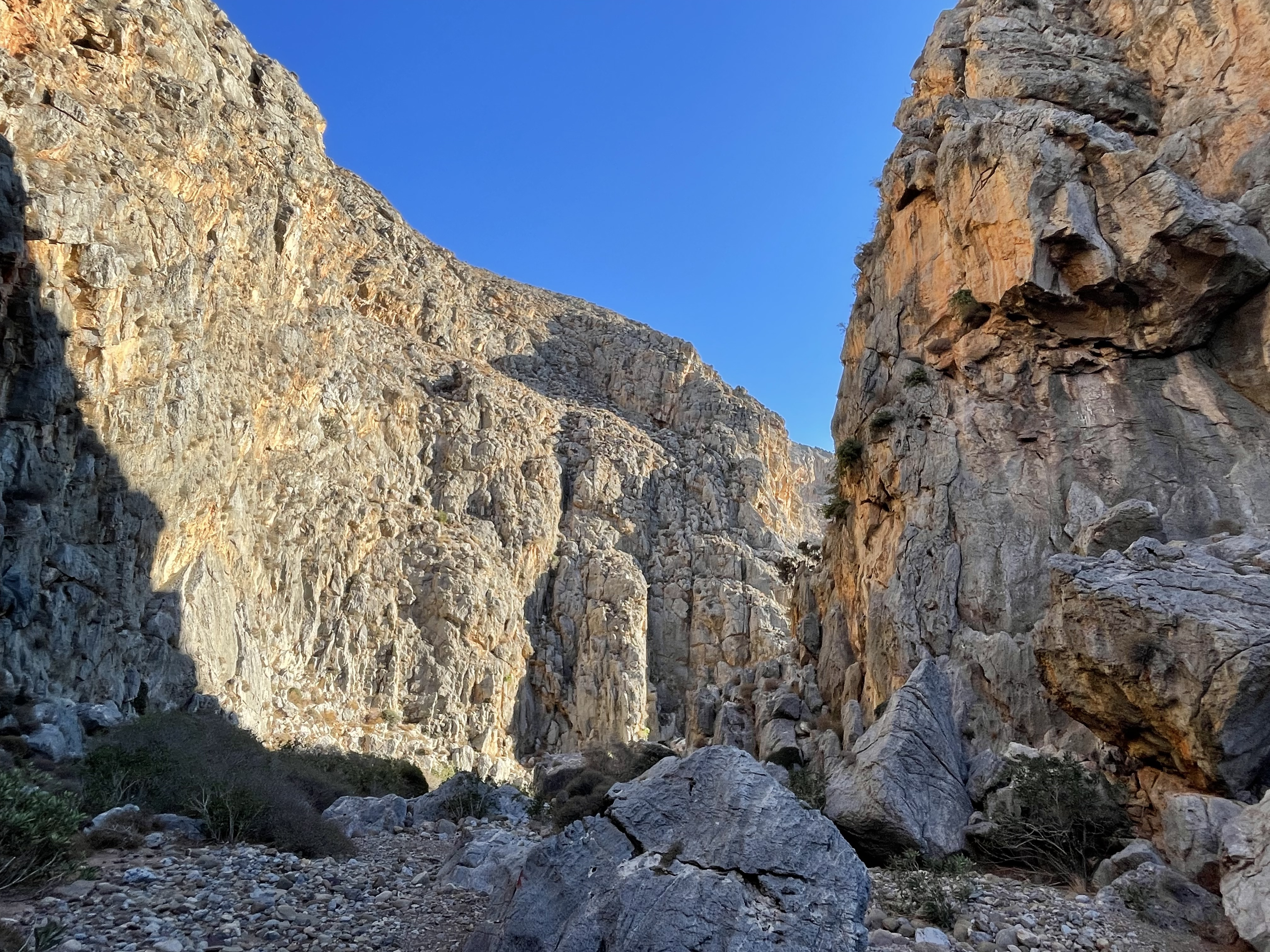
Eingang der Chochlakies-Schlucht

Die Chochlakies-Schlucht (griechisch Φαράγγι Χοχλακιών Farángi Chochlakión) ist eine Schlucht nahe der gleichnamigen Ortschaft Chochlakies im Osten der griechischen Insel Kreta. Die Schlucht ist Teil des UNESCO Geopark Sitia. Obschon sie spektakuläre Landschaftserlebnisse vermittelt, steht sie etwas zu Unrecht im Schatten der nur wenige Kilometer südlich bei Kato Zakros ins Meer einmündenden Schlucht der Toten.

## Lage und Zugang
Der Zugang befindet sich an der Landstraße von Palekastro nach Zakros bei Chochlakies. Von dem nahezu ausgestorbenen Weiler erreicht man auf einem schmalen unbefestigten Fahrweg vor der Friedhofkirche einen Parkplatz. Von dort führt ein Pfad durch einen Olivenhain zum Schluchteingang. Die Schlucht ist im Sommerhalbjahr in der Regel gut begehbar, im zeitigen Frühjahr kann Wasser im Schluchtbett den Durchgang mitunter erschweren. Für den Hin- und Rückweg der als Etappe des Europäischen Fernwanderweges E4 ausgewiesenen Strecke sind gut zwei Stunden einzuplanen.

## Schluchtverlauf

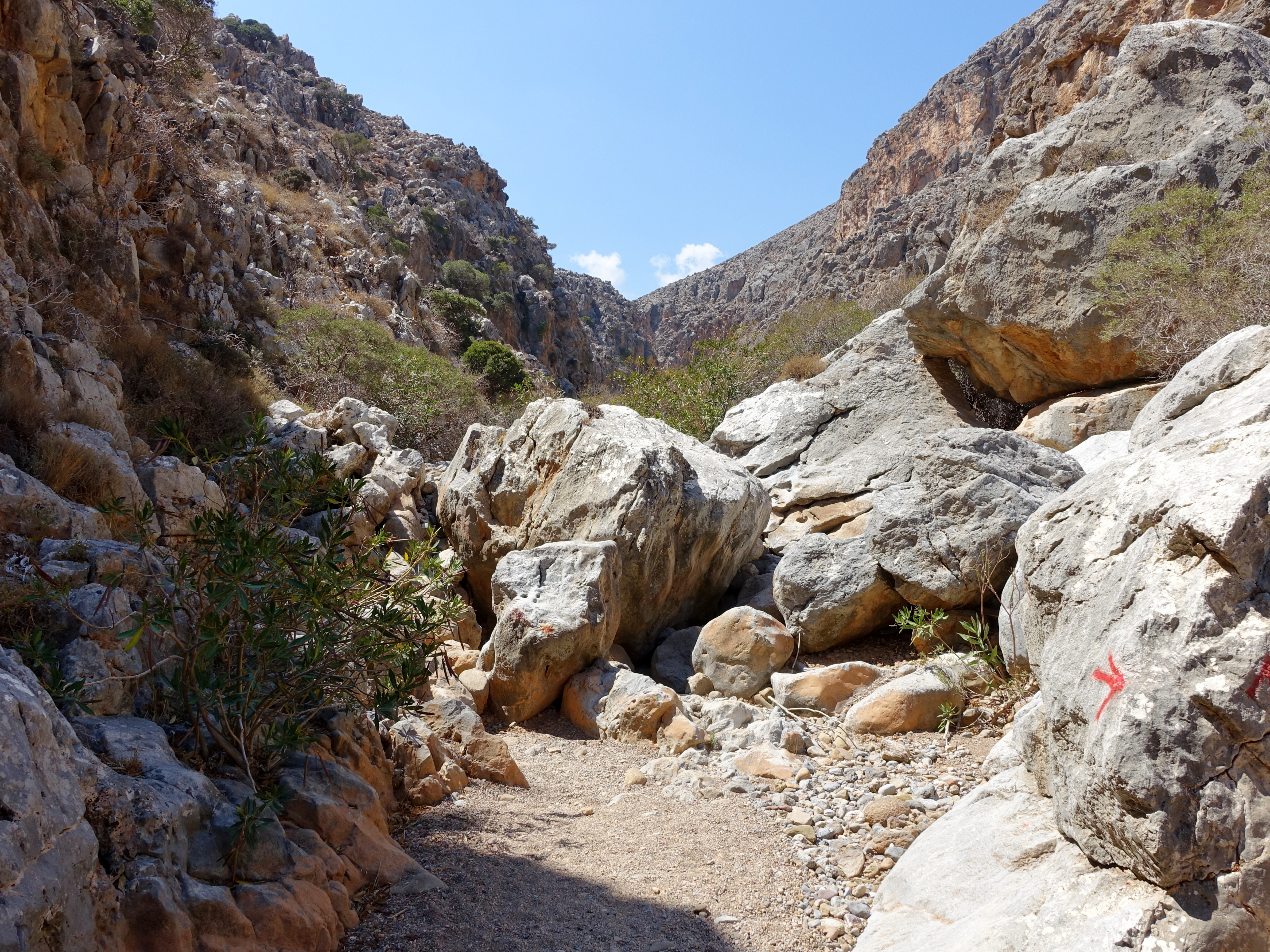
Schluchtbett

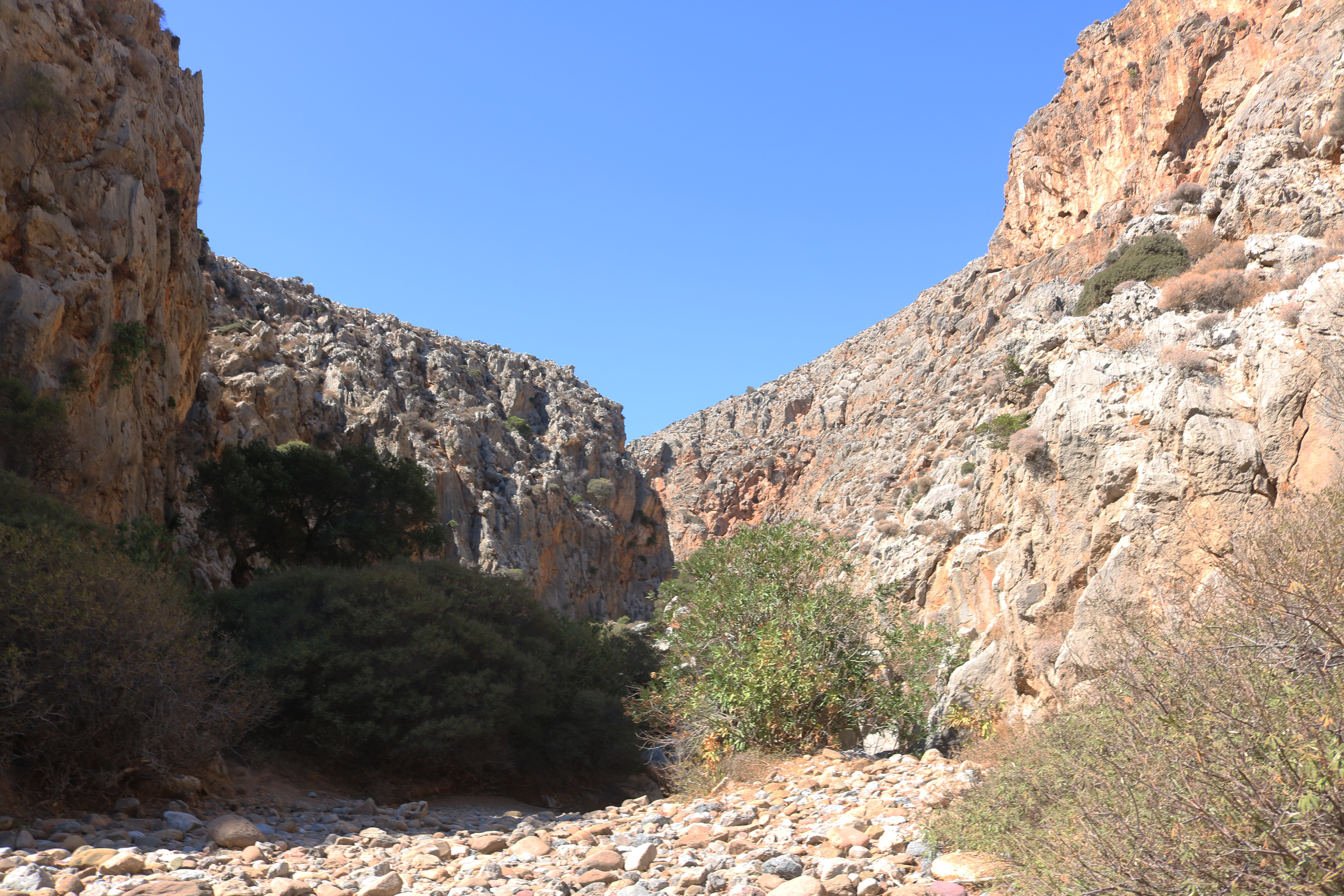
Oberlauf der Schlucht

Die drei Kilometer lange Schlucht führt von Chochlakies in östlicher Richtung zwischen schroffen Kalksteinwänden zum Meer. Im Schluchtbett müssen etliche große Felsbrocken umgangen bzw.  bis zu ein Meter hohe Felsen überstiegen werden. Dennoch ist die Strecke auch für weniger routinierte Wanderer zu bewältigen.

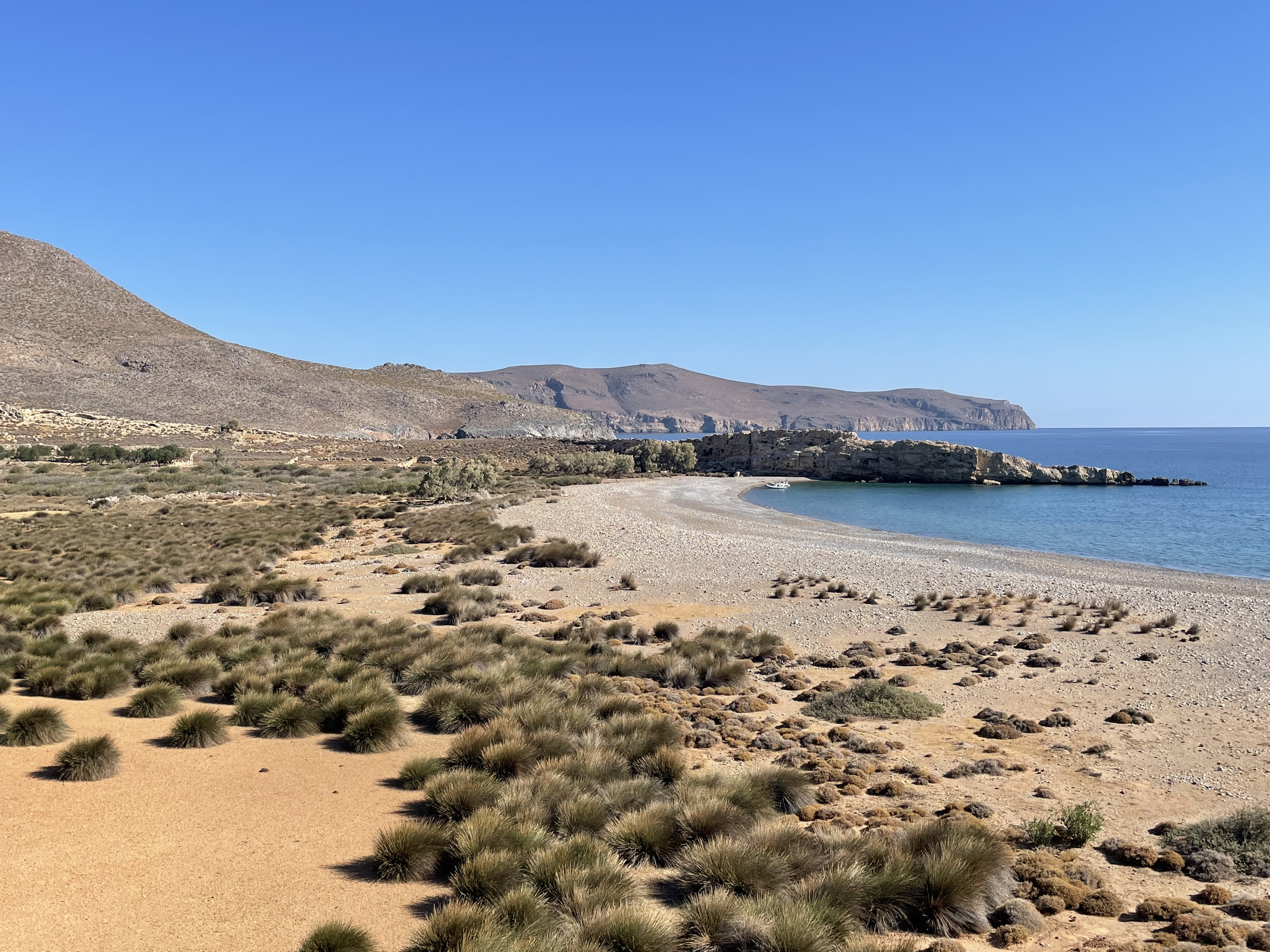
Karoumes-Bucht

Am Schluchtausgang schließt sich eine breite Ebene an, die in den grobkiesigen Strand Paralia Karoumes übergeht. Die knapp 300 Meter lange Bucht wird von felsigen Kaps begrenzt. Da der Zugang lediglich im Rahmen einer Wanderung oder vom Meer aus möglich ist, ist die Besucherfrequenz gering.
Über das südliche Kap können versierte Wanderer der Markierung des  Europäischen Fernwanderweges zur Pelekita-Höhle und von dort weiter bis nach Kato Zakros folgen. Der Pfad führt stellenweise durch stark verkarstetes Gelände und setzt gute Trittsicherheit voraus.

## Flora
In der Schlucht dominieren Oleander (Nerum oleander), Wolfsmilchgewächse und eine an das vorherrschend trockene Klima angepasste anspruchslose Phrygana. Im Frühjahr können u. a. die Kretische Pfeifenblume (Aristolochia cretica) und verschiedene wilde Orchideenarten gesichtet werden. Die dem Karoumes-Strand vorgelagerte Ebene wird von Meter hohen Horsten der  Stechenden Binse (Juncus acutus) besetzt. In der Mitte der Bucht spenden zwei allein auf weiter Flur stehende große Tamarisken Schatten.